# فوسجين
الفوسجين هو غاز عديم اللون، ثقيل، وهو غاز كريه الرائحة، شديد السمية، أكثر سمية من غاز الكلور بتسع مرات. يتفاعل مع الحديد ليكون مادة سامة لونها أصفر مائل للحمر. صيغته الكيميائية COCl2. حصل عليه جون ديفي عام 1811 عن طريق تفاعل أول أكسيد الكربون مع الكلور تحت أشعة الشمس. يَنزل أذي شديد بأعضاء التنفس. استخدمه الألمان عام 1915 في الحرب العالمية الأولى ضد قوات الحلفاء.